# Eurytoma natalensis
Eurytoma natalensis is een vliesvleugelig insect uit de familie Eurytomidae. De wetenschappelijke naam is voor het eerst geldig gepubliceerd in 1907 door Cameron.